# Mistrzostwa Europy w biegu na 100 km 1993
2. Mistrzostwa Europy w biegu na 100 km 1993 – zawody lekkoatletyczne, które odbyły się 18 września 1993 w Winschoten, Holandia.

## Medaliści
|                         | 1. miejsce          | Rezultat | 2. miejsce     | Rezultat | 3. miejsce             | Rezultat |
| Mężczyźni indywidualnie | Konstantin Santałow | 6:25:52  | Peter Hermanns | 6:33:57  | Michaił Kokorew        | 6:36:38  |
| Kobiety indywidualnie   | Marta Vass          | 7:43:06  | Hilary Walker  | 7:50:09  | Eleanor Adams-Robinson | 8:02:24  |

## Reprezentacja Polski

### Mężczyźni
| Miejsce | Zawodnik          | Klub      | Rezultat |
| 7.      | Ryszard Płochocki | TS Kalisz | 6:47:57  |
| 11.     | Zbigniew Łuński   | -         | 6:58:33  |
| 22.     | Wojciech Pismenko | -         | 7:38:55  |
| 30.     | Franciszek Sojka  | -         | 8:18:39  |
| 37.     | Henryk Szymków    | -         | 8:43:31  |
| 39.     | Andrzej Jabłoński | -         | 8:44:12  |
| 69.     | Jerzy Bednarz     | -         | 10:54:18 |
| DNF.    | Jerzy Wróblewicz  | -         | -        |